# William Boyd (escritor)
William Boyd (7 de marzo de 1952) es un novelista y guionista escocés.

## Biografía
Boyd nació en Acra, Ghana de padres escoceses, ambos de Fife, y tiene dos hermanas más jóvenes. Su padre, Alexander, era doctor especializado en medicina tropical que se trasladó con la madre, que era profesora, a Ghana en 1950 para dirigir la clínica de salud en la Universidad de Legonwho. A comienzos de los 60, la familia se trasladó a Nigeria occidental, donde Boyd padre tuvo un empleo similar en la Universidad de Ibadán. Boyd estudió en sus primeros años en Ghana y Nigeria. Cuando tenía nueve años se fue a la escuela Gordonstoun, en Escocia, y después a la Universidad de Niza, Francia, y a la de de Glasgow donde obtuvo con honores su máster en Artes en Inglés y Filosofía, y finalmente en el Jesus College, en Oxford. Su padre murió de una enfermedad rara cuando Boyd tenía 26 años. Entre 1980 y 1983 fue profesor de inglés en St Hilda's College, en Oxford, y durante ese periodo publicó su primera novela Un buen hombre en África (1981). También fue crítico televisivo para el New Statesman  entre 1981 y 1983.
Boyd es socio de la Royal Society of Literature y oficial de la Orden de las Artes y las Letras. Es doctor honoris causa en Literatura por las universidades de St. Andrews, Stirling, Glasgow y Dundee y es socio honorario de Jesus College, Oxford.
Boyd está casado. Conoció a su mujer Susan, antes editora y ahora guionista, cuando ambos estaban en la Universidad de Glasgow. Tienen una casa en Chelsea, Londres y una granja y un viñedo (con su propia denominación Château Pecachard) en Bergerac, en la Dordoña, al suroeste de Francia. Fue nombrado Comandante de la Orden del Imperio británico en 2005 por sus servicios a la literatura. En agosto de 2014 Boyd fue una de las doscientas figuras públicas que firmaron una carta publicada en The Guardian oponiéndose a la independencia escocesa en la campaña del referéndum de septiembre del mismo año sobre aquel asunto.
Boyd es miembro del Chelsea Arts Club.

## Trabajo

### Novelas
A pesar de que sus novelas han sido preseleccionadas para premios importantes,  nunca tuvo la misma publicidad que sus contemporáneos. Boyd fue seleccionado en 1983 como uno de los 20 "Mejores novelistas jóvenes británicos" según la revista Granta y el Book Marketing Council.
Las novelas de Boyd incluyen: Un buen hombre en África, un estudio de un diplomático británico propenso a los desastres destinado en África Occidental, por el que ganó los premios Whitbread Book y Somerset Maugham Award en 1981; Como nieve al sol, con el telón de fondo de las campañas de la Primera Guerra Mundial en el este del África colonial, con la que ganó el premio  John Llewellyn Rhys y fue shortlisted para el Premio Booker de Fiction en 1982; Playa de Brazzaville, publicada en 1991, que cuenta la historia de una científica que investiga comportamiento del chimpancé en África; y Las aventuras de un hombre cualquiera, escrito como el diario de escritor ficticio del siglo XX, con la que ganó el Premio Jean Monnet y fue nominado para el Premio Booker en 2002. Sin respiro, la historia de una mujer joven que descubre que su madre había sido reclutada como espía durante Segunda Guerra Mundial, fue publicada en 2006 y ganó el premio Novela del Año en la edición de 2006 de los Costa Book Awards. Boyd publicó Esperando el alba a comienzos de 2012, Solo. Una novela de James Bond en 2013 y Suave caricia en 2015, su cuarta novela escrita desde el punto de vista de una mujer.

#### Solo. Una novela de James Bond
El 11 de abril de 2012 se anunció que Boyd escribiría la siguiente novela de James Bond. La historia transcurre en 1969 y fue publicada en el Reino Unido por Jonathan Cape en septiembre de 2013.
Boyd usó al creador de James Bond, Ian Fleming, como personaje de su novela Las aventuras de un hombre cualquiera. Fleming recluta al protagonista del libro, Logan Mountstuart, para la inteligencia naval durante la Segunda Guerra Mundial.
Boyd también ha trabajado con tres de los actores que han representado a James Bond en las películas de la serie: Sean Connery, Pierce Brosnan y Daniel Craig.

### Guiones
Como guionista Boyd ha escrito numerosos largometrajes y producciones televisivas. Los largometrajes incluyen: Scoop (1987), adaptado de la novela Noticia bomba de Evelyn Waugh; Barras y estrellas (1988), adaptación de la misma novela de Boyd; Mister Johnson (1990), basado en la novela de 1939 de Joyce Cary; Realidad y ficción (La tía Julia y el escribidor) (1990); Un buen hombre en África (1994), también adaptado de su propia novela; y La Trinchera (1999) que también dirigió; Man to man (2005) nominada al Oso de Oro de la Berlinale; Soldado de Honor (2001 película televisiva). Fue uno de los numerosos escritores que trabajaron en el guion de Chaplin (1992). Sus guiones para televisión incluyen: Good and bat at games (1983), adaptación de un relato corto de Boyd sobre la vida en la escuela pública inglesa; Dutch girls (1985); Armadillo (2001), adaptado de su propia novela: A Waste of Shame (2005) sobre Shakespeare; Las aventuras de un hombre cualquiera (2010), adaptación de su novela para una serie de Canal 4 que ganó el Premio BAFTA A la mejor serie dramática en 2011; y Sin respiro (2012), también adaptación de su propia novela.

## El bulo de Nat Tate
En 1998, Boyd publicó Nat Tate: un artista americano, que nos presenta las pinturas y la biografía trágica de un supuesto pintor expresionista abstracto de Nueva York de los años 50 llamado Nat Tate, que de hecho nunca existió y era, junto con sus pinturas, una creación de Boyd. Cuando se publicó el libro no se dijo que era una obra de ficción y hubo quien se sintió engañado por el bulo; la obra se presentó en una fiesta por todo lo alto, y tanto David Bowie como Gore Vidal (que estaban al tanto de que la historia era falsa) leyeron extractos de la misma. Numerosos invitados del mundillo artístico aseguraron recordar al artista, por lo que cuando se reveló la verdad se produjo un gran revuelo.
El nombre "Nat Tate" se deriva de los nombres de dos de los mayores y más importantes museos británicos: la National Gallery de Londres está derivado de los nombres del dos arte británico principal galerías: la National Gallery y la Tate Gallery.
Boyd, que también pinta, hizo un dibujo bajo el seudónimo de Nat Tate y lo envió a subasta para recaudar fondos para una obra de caridad relacionada con el arte.
Nat Tate también aparece en Las aventuras de un hombre cualquiera, también de Boyd, con una irónica nota al pie libro haciendo referencia al libro de 1998.

## Teatro
Boyd adaptó dos cuentos de Anton Chéjov — En casa de los amigos / De visita y Mi vida—para crear la obra de teatro Longing. La obra, dirigida por Nina Raine, contó con estrellas como Jonathan Bailey, Tamsin Greig, Natasha Little, Eve Ponsonby, John Sessions y Catrin Stewart. Fue estrenada el 28 de febrero de 2013.
Boyd, que fue crítico de teatro para la Universidad de Glasgow en los 70 y tiene muchos amigos actores, dijo que escribir una obra de teatro le sirvió para sacarse la espinita de esa ambición.

### Novelas
- Un buen hombre en África, 1981
- Como nieve al sol, 1982
- Barras y estrellas, 1984
- Las nuevas confesiones, 1987
- Playa de Brazzaville 1990
- La tarde azul, 1993
- Armadillo, 1998
- Nat Tate: un artista americano, 1998
- Las aventuras de un hombre cualquiera, 2002.
- Sin respiro 2006
- Tormentas cotidianas, 2009
- Esperando el alba, 2012
- Solo, una novela de James Bond, 2013
- Suave caricia: las muchas vidas de Amory Clay, 2015
- El amor es ciego, 2018
- Trío, 2020
- El romántico, 2022
- Gabriel's moon (no traducida al español), 2024

### Recopilaciones de cuentos cortos
- En resumidas cuentas, 1981
- School Ties, 1985
- My Girl in Skin Tight Jeans, 1991
- The Destiny of Nathalie 'X', 1995
- Killing Lizards, 1995
- Fascination, 2004
- The Dream Lover, 2008

### No-ficción
- Protobiography, 1998
- Bambú, 2005

### Teatro
- Longing, 2013 (basado en dos cuentos de Antón Chéjov)

### Guiones
- School ties, 1985
- Un buen hombre en África, 1994

### Cuento corto no recopilado
- The Dreams of Bethany Mellmoth (cuento); publicado por primera vez en Notes from the Underground, 2007

### Inédito
- Against the Day
- Truelove at 29[18]

## Galardones y premios literarios
- 1981 Premio Whitbread a la primera novela por Un buen hombre en África
- 1982 Mail on Sunday/Premio John Llewellyn Rhys por Como nieve al sol
- 1982 Premio Somerset Maugham por Un buen hombre en África
- 1983 Seleccionado como uno de los 20 'Mejores novelistas jóvenes británicos' por la revista Granta y el Book Marketing Council
- 1990 Premio James Tait Black Memorial (ficción) por Playa de Brazzaville
- 1991 Premio McVitie's al escritor escocés del año por Playa de Brazzaville
- 1993 Libro del año para el Sunday Express por La tarde azul
- 1995 Los Angeles Times Book Prize (Ficción) por La tarde azul
- 2003 Premio Jean Monnet de literatura europea por Las aventuras de un hombre cualquiera
- 2004 Premio Literario Internacional de Dublín por Las aventuras de un hombre cualquiera
- 2006 Premio Costa Book por Sin respiro
- 2007 British Book Awards Richard & Judy mejor libro del año por Sin respiro